# Park Narodowy Yosemite
Park Narodowy Yosemite [joʊˈsɛmɨtiː] (ang. Yosemite National Park) – park narodowy położony w USA, w środkowej Kalifornii, na zachodnich zboczach gór Sierra Nevada. Park zarządzany jest przez National Park Service (Służba Parków Narodowych) i zajmuje powierzchnię ok. 3030 km² (747 956 akrów). Każdego roku jest odwiedzany przez przeszło 3,6 miliona turystów, przy czym większość z nich spędza swój czas na obszarze Doliny Yosemite o powierzchni ok. 18 km². W 1984 r. park został wpisany na Listę światowego dziedzictwa UNESCO. Jest najbardziej znany ze względu na granitowe urwiska, wodospady, czyste potoki, skupiska mamutowców olbrzymich (sekwoi) oraz różnorodność biologiczną. Ponad 95% powierzchni parku stanowią tereny nieprzekształcone w znacznym stopniu przez człowieka.

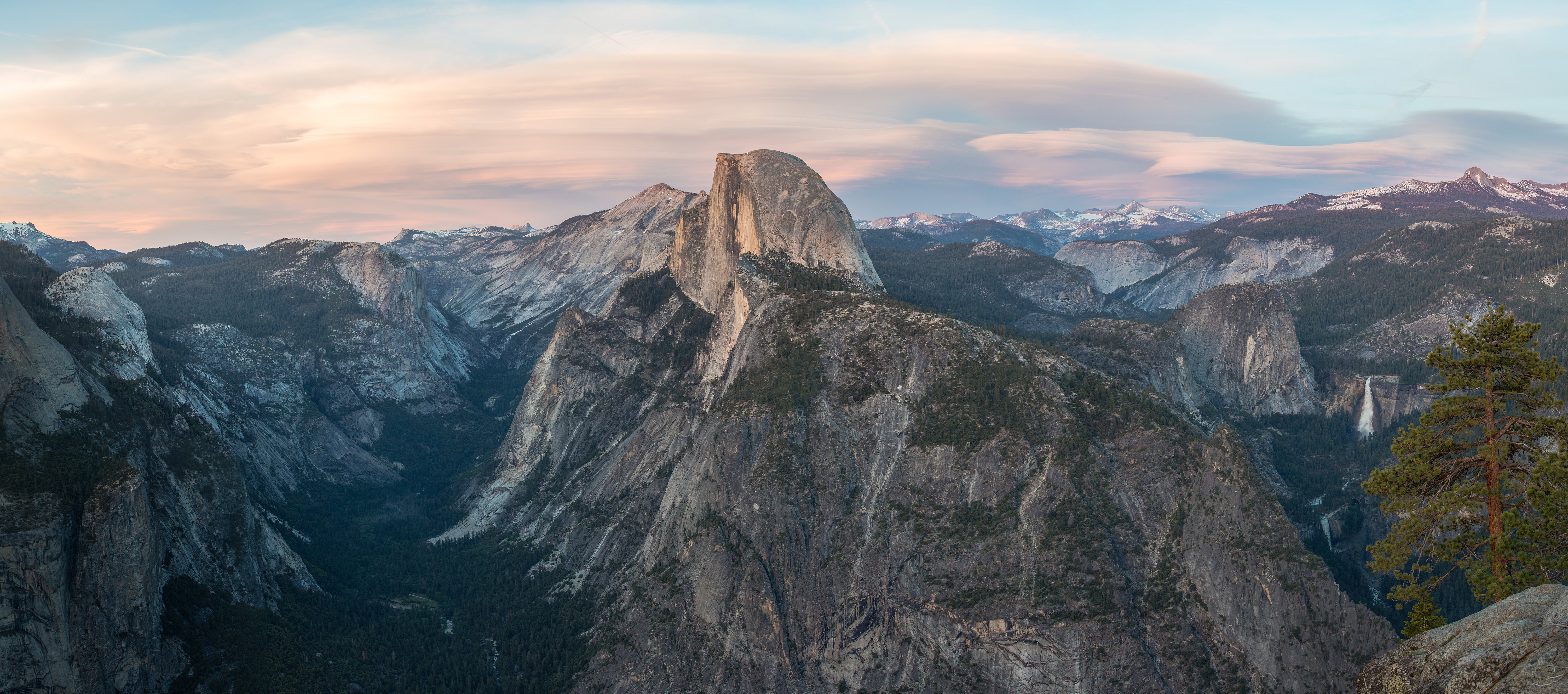
Widok z Glacier Point w Parku Narodowym Yosemite w Kalifornii, Stany Zjednoczone

Wysokości na terenie parku wahają się od 648 do 3997 m n.p.m. Wyróżnia się tutaj pięć stref roślinności (m.in.: chaparral oraz strefę alpejską). Spośród ok. 7000 gatunków roślin, występujących w Kalifornii, połowa pojawia się na terenie gór Sierra Nevada, a ok. 20% na obszarze Parku Narodowego Yosemite. Jest to siedlisko dla ok. 160 gatunków zagrożonych.

## Podstawowe wiadomości
- powierzchnia – ok. 3030 km²
- najwyższy szczyt – Mount Lyell (3997 m n.p.m.)
- główne jeziora – Eleanor, Tenaya, Mirror, Merced
- główna rzeka – Merced
- liczba turystów zwiedzających park – ponad 3 mln rocznie
- lokalizacja – 3,5 godziny jazdy samochodem od San Francisco

## Historia
Obszar dzisiejszego parku narodowego był według badań zamieszkany od 3500 lat. Mieli wtedy przybyć w to miejsce Indianie z ludu Miwok. Lokalne plemię zostało później nazwane Ahwahneechee. Plemię to prowadziło życie koczownicze, choć w dolinie Yosemite powstało kilka stałych osad. Sytuacja Indian w tym regionie pogorszyła się wraz z wybuchem gorączki złota w 1849 r. Zostali oni wtedy zmuszeni do rywalizacji o dobra naturalne ze znacznie lepiej uzbrojonymi amerykańskimi kolonizatorami. Rdzenna ludność starała się jednak stawiać opór górnikom, co spowodowało powstanie w 1851 r. Batalionu Mariposa, który miał zwalczać agresję ze strony Indian. Był on złożony z ochotników. Podczas pogoni za wycofującą się grupą Indian członkowie tej organizacji wkroczyli do Doliny Yosemite. Relację z tego miejsca opisał Lafayette Bunnell, co przyczyniło się do rozsławienia bogactw naturalnych tego miejsca.
W wyniku rozpowszechnienia informacji o istnieniu Doliny Yosemite, pojawiło się zagrożenie nadmiernego wykorzystania środowiska przyrodniczego przez prywatnych inwestorów. Dlatego też Kongres, po złożeniu wniosku przez tamtejszych osadników, podjął decyzję o utworzeniu rezerwatu na terenie doliny. Obszar był od tego czasu zarządzany przez władze stanu Kalifornia. W 1890 r. na miejscu tym założono Park Narodowy Yosemite, który obejmował nie tylko teren Doliny Yosemite, ale też okoliczne obszary, a w 1906 r. połączono go z rezerwatem.

## Skały
Większość spośród form skalnych występujących w okolicy jest zbudowana z granitów. Powstały one w wyniku powstania intruzji magmowej o kształcie batolitu. Około 5% form (głównie we wschodniej części parku) tworzą skały metamorficzne i osadowe. Większość charakterystycznych form, występujących na tym terenie, ukształtowanych zostało w wyniku działania erozji. Nie występują tu również uskoki. Początkowo dominowała w tym miejscu erozja rzeczna, która doprowadziła do powstania w tym miejscu dolin V-kształtnych. Działalność lodowców spowodowała natomiast ich przekształcenie w doliny U-kształtne. Charakterystycznymi formami parku są także liczne obiekty ostańcowe, takie jak Half Dome czy North Dome.

## Wody
W parku narodowym źródła swoje mają rzeki Tuolumne oraz Merced. Wyrzeźbiły one głębokie na kilkaset metrów kaniony. Tuolumne odwadnia całą północną część parku o powierzchni ok. 1800 km², podczas gdy Merced wypływa w okolicy południowych szczytów parku i odwadnia obszar o powierzchni 1320 km². Procesy hydrologiczne, w tym zlodowacenia i powodzie, były istotne podczas tworzenia rzeźby parku.
Ponadto, na terenie parku rozmieszczonych jest ok. 3200 jezior o powierzchni większej niż 100 m², dwa zbiorniki retencyjne i około 2700 km cieków wodnych, należących do dorzeczy rzek Tuolumne i Merced. Mokradła występują tutaj głównie w dolinach i są powiązane z okresowym wylewaniem okolicznych rzek i jezior oraz ruchami wód podziemnych. Łąki pojawiają się na wysokościach od 910 do 3350 m n.p.m. i pojawiają się na brzegach potoków.
Park Narodowy Yosemite jest znany z dużej koncentracji wodospadów na stosunkowo małej powierzchni. Liczne progi skalne i wiszące doliny umożliwiają ich powstawanie, głównie w okresie wiosennych roztopów (od kwietnia do czerwca). Znajduje się tutaj m.in.: wodospad Yosemite o wysokości 739 m, co czyni go najwyższym wodospadem Ameryki Północnej. Ribbon jest natomiast najwyższym wodospadem o jednym progu. Innymi znanymi wodospadami są: Bridalveil Fall oraz Wapama.

## Geologia

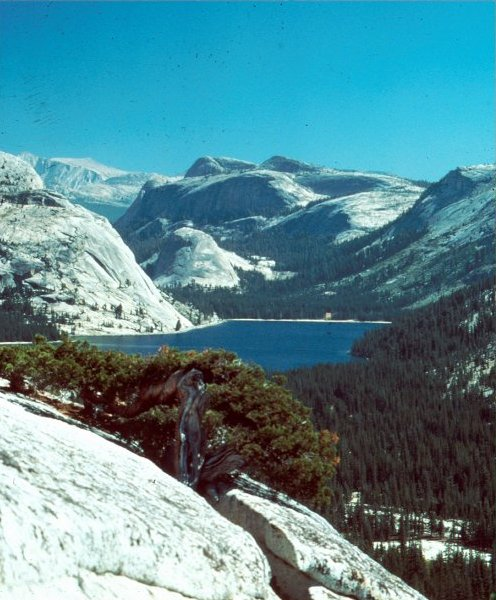
Jezioro Tenaya w Parku Narodowym Yosemite

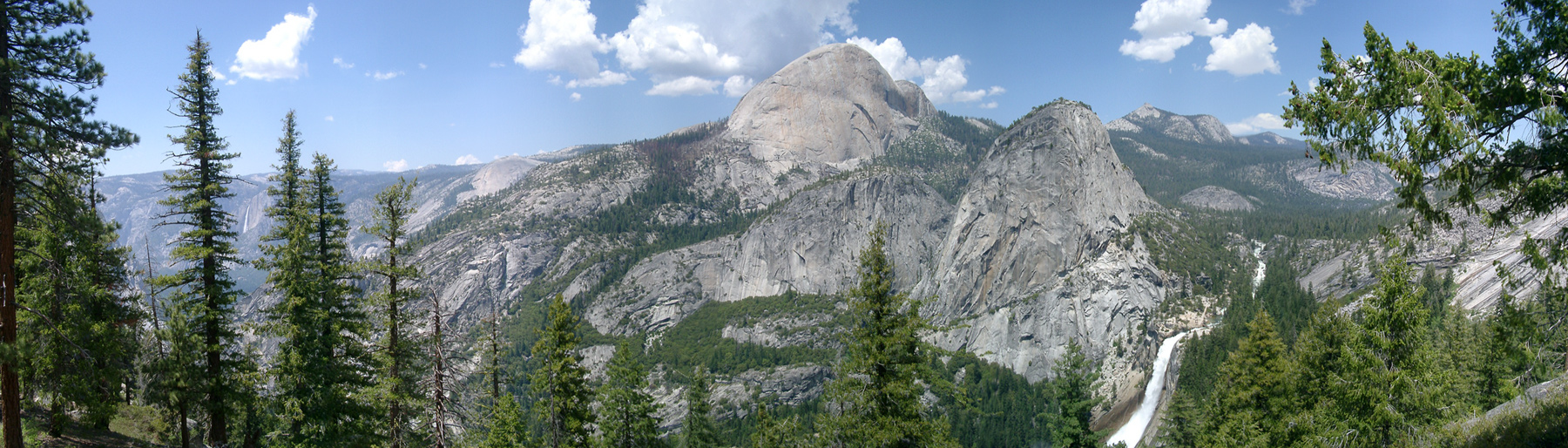
Half Dome

W okresie prekambru oraz wczesnego paleozoiku obszar współczesnego parku stanowił fragment szelfu kontynentalnego. Osady były stopniowo odkładane w płytkiej wodzie, a następnie uległy metamorfozie. W wyniku podsuwania się oceanicznej płyty Farallon pod płytę północnoamerykańską na przełomie późnego dewonu i permu, powstał łuk wysp na zachodnim wybrzeżu Protoameryki. W jurze działalność wulkaniczna przykryła ten teren kolejną warstwą skał magmowych, co mogło być powiązane z powstaniem batolitu Sierra Nevada. 95% z tych skał zostało ostatecznie usuniętych w wyniku erozji.
Pierwsza faza regionalnego plutonizmu rozpoczęła się w późnym triasie, ok. 210 milionów lat temu i trwała do okresu jurajskiego (zakończyła się ok. 150 milionów lat temu). W tym samym okresie ruchy górotwórcze uformowały łańcuch górski o wysokości do ok. 4600 m n.p.m. Druga faza zjawisk plutonicznych miała miejsce od 120 milionów do 80 milionów lat temu.
Po wypiętrzeniu gór Sierra Nevada (od ok. 10 milionów lat temu) rozpoczęła się działalność erozyjna rzek, która poskutkowała powstaniem licznych dolin V-kształtnych. Teren został ponownie poddany modyfikacjom w okresie od 2-3 milionów do ok. 10 000 lat temu, kiedy to pojawiały się tu wielokrotnie lodowce górskie. Wystąpiły tu co najmniej cztery zlodowacenia o lokalnych nazwach Sherwin, Tahoe, Tenaya oraz Tioga, przy czym pierwsze z nich było największe i pokryło znaczny obszar dzisiejszego parku. W wyniku działalności lodowców w miejscu tym ukształtowały się liczne doliny U-kształtne.

## Flora Parku Narodowego Yosemite
Na południu parku znajduje się Mariposa Grove słynący z mamutowców olbrzymich, zwanych potocznie sekwojami. Najsłynniejszy okaz sekwoi w Yosemite to „Grizzly Giant”, liczący 2700 lat. Jest on wysoki na 65 metrów, a jego średnica u podstawy liczy 9 metrów. W parku występuje osiem gatunków sosny, w tym
- sosna żółta
- sosna Jeffreya
- sosna Lamberta
- sosna zachodnia

a także inne drzewa, z których warto wymienić:
- cedrzyniec kalifornijski
- dąb czarny

## Fauna Parku Narodowego Yosemite
Na terenie parku narodowego żyje przeszło 400 gatunków kręgowców. Duża różnorodność w świecie fauny jest spowodowana występowaniem w tym miejscu wielu siedlisk: od wysokogórskich łąk po gęste lasy. Wiele zwierząt zaaklimatyzowało się również do większej liczby habitatów. Przykładem jest lis rudy, który poluje na otwartych obszarach trawiastych, podczas gdy nocuje w lasach. Szeroko reprezentowana jest między innymi gromada ptaków. Powszechnie występują na tym terenie m.in.: przepióry, szpak zwyczajny, puzik, lasówka pstra, junko zwyczajny, modrosójka czarnogłowa, modrowronka kalifornijska, sikora górska, orzechówka popielata oraz mysikrólik złotogłowy. Spośród ssaków należy natomiast wymienić m.in.: baribala, rysia rudego, a także wiele gatunków nietoperzy i gryzoni.

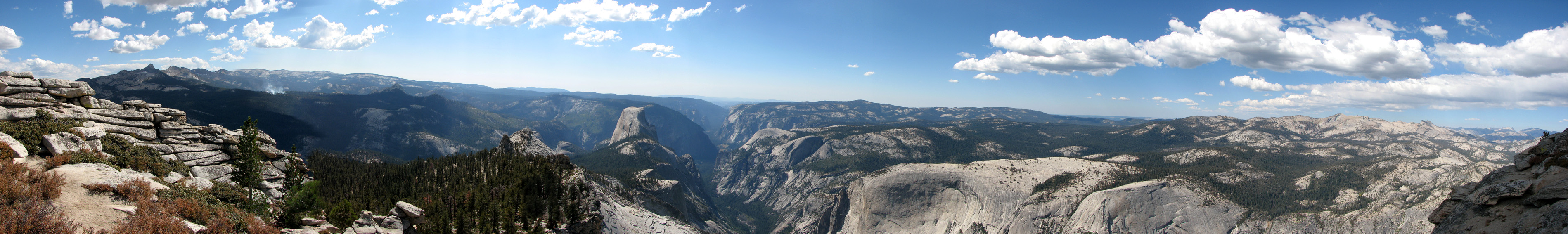
Panorama doliny Yosemite